# Olympische Sommerspiele 1936/Fußball – Viertelfinale
Spiele des Viertelfinals des olympischen Fußballturniers 1936.

Die Gewinner qualifizierten sich für das Halbfinale.

## Italien – Japan 8:0 (2:0)
| Italien                                                | Italien | Japan | Japan |
| ------------------------------------------------------ | --- | --- | ----- |
| Italien                                                | \| 7. August 1936 um 17:30 Uhr in Berlin (Mommsenstadion) \| \| Ergebnis: 8:0 (2:0) \| \| Zuschauer: 8.000 \| \| Schiedsrichter: Otto Olsson ( Schweden) \|                                           | \| 7. August 1936 um 17:30 Uhr in Berlin (Mommsenstadion) \| \| Ergebnis: 8:0 (2:0) \| \| Zuschauer: 8.000 \| \| Schiedsrichter: Otto Olsson ( Schweden) \|                                 | Japan |
| Italien                                                | Bruno Venturini – Alfredo Foni, Pietro Rava – Giuseppe Baldo, Achille Piccini, Ugo Locatelli – Annibale Frossi, Libero Marchini, Sergio Bertoni, Carlo Biagi, Giulio Cappelli Trainer: Vittorio Pozzo | Rihei Sano – Suzuki Yasuo, Teizo Takeuchi – Motoo Tatsuhara, Koichi Oita, Kin Yōshoku – Akira Matsunaga, Tokutaro Ukon, Taizo Kawamoto, Takeshi Kamo, Shogo Kamo Trainer: Shigeyoshi Suzuki | Japan |
| Italien                                                | 1:0 Frossi (14.) 2:0 Biagi (32.) 3:0 Biagi (57.) 4:0 Frossi (75.) 5:0 Frossi (80.) 6:0 Biagi (81.) 7:0 Biagi (82.) 8:0 Cappelli (89.)                                                                 | | Japan |
| 7. August 1936 um 17:30 Uhr in Berlin (Mommsenstadion) | | |       |
| Ergebnis: 8:0 (2:0)                                    | | |       |
| Zuschauer: 8.000                                       | | |       |
| Schiedsrichter: Otto Olsson ( Schweden)                | | |       |

## Deutschland – Norwegen 0:2 (0:1)
| Deutschland                                             | Deutschland | Norwegen | Norwegen |
| ------------------------------------------------------- | --- | --- | -------- |
| Deutschland                                             | \| 7. August 1936 um 17:30 Uhr in Berlin (Poststadion) \| \| Ergebnis: 0:2 (0:1) \| \| Zuschauer: 55.000 \| \| Schiedsrichter: Arthur Barton ( Vereinigtes Königreich) \|                              | \| 7. August 1936 um 17:30 Uhr in Berlin (Poststadion) \| \| Ergebnis: 0:2 (0:1) \| \| Zuschauer: 55.000 \| \| Schiedsrichter: Arthur Barton ( Vereinigtes Königreich) \|                            | Norwegen |
| Deutschland                                             | Hans Jakob – Reinhold Münzenberg, Heinz Ditgens – Rudolf Gramlich, Ludwig Goldbrunner, Robert Bernard – Ernst Lehner, Otto Siffling, August Lenz, Adolf Urban, Wilhelm Simetsreiter Trainer: Otto Nerz | Henry Johansen – Nils Eriksen, Øivind Holmsen – Frithjof Ulleberg, Jørgen Juve, Rolf Holmberg – Reidar Kvammen, Odd Frantzen, Alf Martinsen, Magnar Isaksen, Arne Brustad Trainer: Asbjørn Halvorsen | Norwegen |
| Deutschland                                             | 0:1 Isaksen (7.) 0:2 Isaksen (83.) | | Norwegen |
| 7. August 1936 um 17:30 Uhr in Berlin (Poststadion)     | | |          |
| Ergebnis: 0:2 (0:1)                                     | | |          |
| Zuschauer: 55.000                                       | | |          |
| Schiedsrichter: Arthur Barton ( Vereinigtes Königreich) | | |          |

## Peru – Österreich 4:2 n.V. (2:2, 0:2)
Das Spiel wurde als Sieg für die österreichische Mannschaft gewertet. Nach dem 4:2 stürmten peruanische Fans das Spielfeld, um den vermeintlich feststehenden Sieg zu feiern. Nach dem Schlusspfiff legte die österreichische Delegation Protest ein. Als Grund wurde angegeben, der Platzsturm habe schon beim Stand von 2:2 stattgefunden. Ein Schiedsgericht, das nur aus Europäern bestand, ordnete ein Wiederholungsspiel an. Daraufhin reiste die gesamte peruanische Olympiamannschaft, als Solidarität von den Kolumbianern begleitet, zurück in die Heimat.
| Peru                                                 | Peru | Österreich | Österreich |
| ---------------------------------------------------- | --- | --- | ---------- |
| Peru                                                 | \| 8. August 1936 um 17:30 Uhr in Berlin (Hertha-Platz) \| \| Ergebnis: 4:2 n. V. (2:2, 0:2) \| \| Zuschauer: 5.000 \| \| Schiedsrichter: Thoralf Kristiansen ( Norwegen) \|                                             | \| 8. August 1936 um 17:30 Uhr in Berlin (Hertha-Platz) \| \| Ergebnis: 4:2 n. V. (2:2, 0:2) \| \| Zuschauer: 5.000 \| \| Schiedsrichter: Thoralf Kristiansen ( Norwegen) \|                                                      | Österreich |
| Peru                                                 | Juan Valdivieso – Víctor Lavalle, Arturo Fernández – Carlos Tovar, Segundo Castillo, Orestes Jordán – Teodoro Alcalde, Adelfo Magallanes, Teodoro Fernández, Alejandro Villanueva, José Morales Trainer: Alberto Denegri | Eduard Kainberger – Ernst Künz, Martin Kargl – Anton Krenn, Karl Wallmüller, Max Hofmeister – Walter Werginz, Adolf Laudon, Klement Steinmetz, Josef Kitzmüller, Franz Fuchsberger Trainer: Jimmy Hogan ( Vereinigtes Königreich) | Österreich |
| Peru                                                 | 1:2 Alcalde (75.) 2:2 Villanueva (81.) 3:2 T. Fernández (117.) 4:2 Villanueva (119.) | 0:1 Werginz (23.) 0:2 Steinmetz (37.) | Österreich |
| 8. August 1936 um 17:30 Uhr in Berlin (Hertha-Platz) | | |            |
| Ergebnis: 4:2 n. V. (2:2, 0:2)                       | | |            |
| Zuschauer: 5.000                                     | | |            |
| Schiedsrichter: Thoralf Kristiansen ( Norwegen)      | | |            |

## Polen – Großbritannien 5:4 (2:1)
| Polen                                               | Polen | Großbritannien | Großbritannien |
| --------------------------------------------------- | --- | --- | -------------- |
| Polen                                               | \| 8. August 1936 um 17:30 Uhr in Berlin (Poststadion) \| \| Ergebnis: 5:4 (2:1) \| \| Zuschauer: 6.000 \| \| Schiedsrichter: Rudolf Eklow ( Schweden) \|                                              | \| 8. August 1936 um 17:30 Uhr in Berlin (Poststadion) \| \| Ergebnis: 5:4 (2:1) \| \| Zuschauer: 6.000 \| \| Schiedsrichter: Rudolf Eklow ( Schweden) \|                                            | Großbritannien |
| Polen                                               | Spirydion Albański – Henryk Martyna, Antoni Gałecki – Józef Kotlarczyk, Jan Wasiewicz, Ewald Dytko – Ryszard Piec, Friedrich Scherfke, Teodor Peterek, Hubert Gad, Gerard Wodarz Trainer: Józef Kaluza | Haydn Hill – Guy Holmes, Robert Patrick Fulton – John Gardiner, Bernard Joy, John Sutcliffe – James Crawford, Edgar Shearer, Bertram Clements, Frederick Riley, Lester Finch Trainer: William Voisey | Großbritannien |
| Polen                                               | 1:1 Gad (33.) 2:1 Wodarz (43.) 3:1 Wodarz (48.) 4:1 Wodarz (53.) 5:1 Piec (56.) | 0:1 Clements (26.) 5:2 Shearer (71.) 5:3 Joy (78.) 5:4 Joy (80.) | Großbritannien |
| 8. August 1936 um 17:30 Uhr in Berlin (Poststadion) | | |                |
| Ergebnis: 5:4 (2:1)                                 | | |                |
| Zuschauer: 6.000                                    | | |                |
| Schiedsrichter: Rudolf Eklow ( Schweden)            | | |                |